# Haus Provence
Das Haus Provence ist die Familie der ersten Grafen von Provence, die den Süden des damaligen Königreichs Burgund von der Mitte des 10. Jahrhunderts bis zum Beginn des 12. Jahrhunderts beherrschte.
Das Aussterben der älteren Linie führte im 11. Jahrhundert zur Abspaltung des westlichen Teils, der an das Haus Toulouse ging, während der östliche Teil (nachdem hiervor zeitweise die Grafschaft Forcalquier abgetrennt war) an das Haus Barcelona kam.

## Stammliste
Rotbald I. d’Agel, um 930 bezeugt, † wohl 940; ⚭ NN, Tochter von Wilhelm dem Frommen Herzog von Aquitanien (Gellones)
1. Boso II., † 965/67, 935 Graf von Avignon, 949 Graf von Arles; ⚭ Constanze von Provence, Tochter des Königs Karl Konstantin (Buviniden)
  1. Rotbald II., † wohl 1008, 961/1005 Graf von Provence
    1. Rotbald III., † 1014; ⚭ um 1005 Ermengarde, † wohl 28. August 1057, heiratete in zweiter Ehe 1016 Rudolf III. König von Burgund, † 1032 (Welfen)
      1. Emma, † nach 1063; ⚭ 1019 Wilhelm III. Taillefer Graf von Toulouse, † September 1037 (Haus Toulouse) – durch diese Ehe kam die Markgrafschaft Provence an die Grafen von Toulouse
      2. Wilhelm V., † 1037

    2. Eimildis, geistlich
    3.  ? Tetberga, † nach 1010; ⚭ vor 1001 Armengol I., Graf von Urgell, † 1. September 1010

  2. Wilhelm I., † 994 als Mönch, 970 (als Wilhelm II.) Graf von Arles und Graf von Provence, 979 Markgraf von Provence; 
⚭ I Arsenda von Comminges; 
⚭ II 984/986 Adelheid (Blanka) von Anjou, † 1026, Tochter von Fulko II., Graf von Anjou (Erstes Haus Anjou, Witwe von Stephan (Étienne), Graf von Gévaudan, geschieden von Ludwig V. König von Frankreich (Karolinger), heiratete in vierter Ehe vor 1016 Otto Wilhelm, 982 Graf von Mâcon und Graf von Nevers, 995 Graf von Burgund († 21. September 1026) (Haus Burgund-Ivrea)
    1. (I) Wilhelm II bzw. III., † 1018 vor dem 30. Mai, 992 minderjährig, 994/1018 Graf von Provence; ⚭ um 1002 Gerberge von Burgund, † 1020/23, Tochter von Otto Wilhelm, Graf von Burgund (Haus Burgund-Ivrea)
      1. Wilhelm IV., † 1019/30, 1018 Graf von Provence
      2. Gottfried I., † wohl Februar 1061/62, 1032 Graf von Arles, um 1057–60 Markgraf von Provence, ⚭ Stephanie von Marseille, genannt Dulcia, 1040/95 bezeugt, Tochter von Bertrand Graf von Marseille
        1. Wilhelm VI. Bertrand, † vor 1067, 1044 Graf von Provence (Grafschaft Forcalquier), 1065 Markgraf von Provence; ⚭ I. Teresa Infantin von Aragón, * wohl 1037, Tochter von Ramiro I. König von Aragón (Haus Jiménez); ⚭ II. Adelheid von Cavenez, Schwester von Graf Guido (Guy)
          1. (II) Adelheid, † 1129, Erbin der Grafschaft Forcalquier, ⚭ Armengol IV., 1065 Graf von Urgell, † 28. März 1092 (Haus Barcelona)

        2. Gottfried II., † 13. Februar 1065/67, Graf von Forcalquier; ⚭ vor 13. Juli 1065 Ermengarde, † nach April 1077
        3. Tochter, ⚭ 1066, verstoßen vor 1080, Raimund IV. von Saint-Gilles, Graf von Toulouse, † 28. Februar 1105 (Haus Toulouse)
        4. Stefania, † wohl 1085; ⚭ Wilhelm II. Trunus, Graf von Besalú und Graf von Ripoll, † ermordet 1066/70

      3. Fulko Bertrand I., † wohl 27. April 1051, 1018 Graf von Provence; ⚭ NN, Tochter von Wilhelm III. Taillefer Graf von Toulouse (Haus Toulouse)
        1. Bertrand II., † 29. April 1090/28. Juli 1094, Graf von Provence; ⚭ vor Februar 1061 Mathilde
          1. Cecilia, † 1150; ⚭ 1083 Bernhard Atton IV. Trencavel, Vizegraf von Nîmes, Graf von Carcassonne, † 1129 (Trencavel)

        2. Gerberga, † 3. Februar 1112/Januar 1118, 1093/1112 Gräfin von Arles; ⚭ 1058 Gilbert, Graf von Gévaudan, Vizegraf von Carlat, Graf von Arles, † 1110/12
          1. Dulcia von Gévaudan, † 1127/30, Erbin von Provence; ⚭ 3. Februar 1112 Raimund Berengar III. Graf von Barcelona, 1112 Graf von Provence, † 19. Juli 1131 (Haus Barcelona)
          2. Stephanie von Gévaudan, † nach 1160; ⚭ vor 1116, Raimund I. von Les Baux, Herr von Berre, † nach 1150

    2. (II) Konstanze, † 28. Juli 1032; ⚭ August 1001/25. August 1002 Robert II. der Fromme, 996 König von Frankreich, † 20. Juli 1031 (Kapetinger)
    3. (II) Ermgard; ⚭ Robert I. Graf von Auvergne, † vor 1032 (Haus Auvergne)
    4.  ? (I?) Odilia von Nizza; ⚭ I. Miron Vizegraf von Sisteron (Haus Barcelona); ⚭ II. um 1004 Laugier, Graf von Nizza
    5.  ? (II?) Toda; ⚭ um 992 Bernardo I. Tallafero Graf von Besalú und Graf von Ripoll, † 1020
2. Wilhelm (I.), † wohl 978, 968 Graf von Arles; ⚭ NN, Tochter des Aimon von Bourbon
  1. Archambault, † wohl 989